# Lino Vombömmel
Dom Frei Lino Vombömmel, O.F.M. (Colônia Teresópolis, Águas Mornas 24 de julho de 1934 — Santarém, 6 de agosto de 2007) foi um bispo católico brasileiro.
Era filho de Guilherme Vombömmel e Cristina Boing Vombömmel. Foi sagrado bispo em Santarém no dia 15 de agosto de 1981, na primeira ordenação episcopal acontecida no município.
Renunciou ao governo pastoral da diocese de Santarém em 28 de fevereiro de 2007.